# Мечеть Чор Сутун
Мечеть Чор Сутун — небольшое, давно исчезнувшее с лица земли мечеть — характерный образец колонно-куполной мечети. Мечеть был построен у северной стены Термеза, неподалёку от монументального доисламского здания, которое местные жители называли «кёшк» — замок. В начале XI века рядом мечетью был возведён минарет Чор Сутун, древнейший из известных минаретов Средней Азии.
Руины мечети к тому времени давно заброшенной, были раскопаны в 1938 году В. А. Шишкиным. Эти работы позволили установить план здания, от которого сохранились только нижние части стен и столбов, и представить себе его первоначальный облик, оказавшийся весьма необычным.
Столбы мечети, диаметром чуть более одного метра, были из жжённого кирпича на ганчевом растворе и стояли на квадратных базах такой же ширины. Посреди юго-западной стены располагался михраб необыкновенной формы: его полукруглая ниша была оформлена шестью выпуклыми выступами — «гофрами», подобны тем, которые ещё в доисламское время применялись для оформления фасадов монументальных зданий, а на углу стояли прямоугольные выступы с полуколонками. Подавляющее большинство михрабов Средней Азии имеют в плане прямоугольную или пятигранную форму, михрабы в виде полукруглой ниши исключительно редки, а полукруглый «гофрированный» михраб мечети Чор Сутун совершенно уникален: он не имеет аналогий не только в Средней Азии, но и в других странах ислама.
С момента открытия мечеть Чор Сутун считалась — на основе археологических находок и особенности её архитектуры — постройкой IX—X веков. Г. А. Пугаченкова датирует мечеть Чор Сутун XI веком. По её мнению, мечеть была построена одновременно с минаретом, что считается не доказанным. Остатки мечети были уничтожены в конце 1930-х годов. Их гибель лишила исследователей возможности ответить на ряд вопросов, связанных с особенностями этого уникального здания.